# Ursicino Martínez
Ursicino Martínez Montiel (Villabellaco, España, 20 de junio de 1932-Palencia, España, 7 de enero de 2007), apodado Ursi, fue un escultor español .

## Biografía
Nació en la localidad palentina de Villabellaco en 1932, en una familia de agricultores y ganadores. Fue minero de profesión en Barruelo de Santullán. En 1951 realizó una escultura con la misma madera que se usaba en la explotación minera, que le permitió ganar una beca para cursar estudios en la Escuela de Artes y Oficios Artísticos de Palencia y en 1960 viajó a Brasil, donde residió durante once años.
Habitó durante gran parte de su vida en Aguilar de Campoo donde trabajaba frente al monasterio cisterciense de Santa María la Real, que le servía de inspiración. En esta villa cuenta con un museo dedicado a su persona desde el año 2001. Su obra está repartida por numerosos puntos de la geografía palentina.
En 2005 fue protagonista del documental De árbol a árbol de la directora Belén González Blanco, película que sirvió para que se le concediera el Águila de Oro de Honor en el Festival de Aguilar de Campoo.
Murió de cáncer en el Hospital San Telmo de Palencia el 7 de enero de 2007 a los setenta y cuatro años de edad.

## Premios
- Águila de Oro Especial en el Festival de Cortometrajes de Aguilar de Campoo en reconocimiento a toda su carrera (2005).
- Homenaje a toda una vida dedicada al arte desde el Ayuntamiento de Palencia.
- El documental De árbol a árbol centrado en la figura de Ursi ha sido seleccionado en varios festivales internacionales:
  - Apertura del Festival de Aguilar de Campoo 2005.
  - Festival Internacional de Huesca 2006.
  - Festival Internacional de Gijón 2006.
  - Festival Subimagen de Zamora 2006 y premio a la mejor fotografía.
  - Festival du Film 2006 (Estrasburgo, Francia).
  - Cinequest 06 (San José, California, Estados Unidos). Muda (Colombia).
  - Mostramundo 2006 (Brasil).
  - BIG SKY Documentary Film Festival 2007 (Missoula, Montana, Estados Unidos).
  - RODOS International Film Festival 2007 (Grecia).
  - Sotocine, Muestra de Cortos y Largos de Cantabria.